# Impatiens porphyrea
Impatiens porphyrea là một loài thực vật có hoa trong họ Bóng nước. Loài này được Toppin mô tả khoa học đầu tiên năm 1920.